# 平成町 (横須賀市)
平成町（へいせいちょう）は、神奈川県横須賀市の地名。現行行政地名は平成町一丁目から平成町三丁目。住居表示は未実施。

## 地理
横須賀市の北東部に位置し、南東と南西に三春町、北西に安浦町、北に日の出町と接している。
安浦地区(現在の平成町)は本来海なので山・坂・丘はなく基本的には全て平地。
また、電線は全て埋設され、電柱によって景観が損なわれないよう計画して街が作られている。

### 地価
住宅地の地価は、2023年（令和5年）1月1日の公示地価によれば、平成町2丁目7番2の地点で13万7000円/m2となっている。

## 歴史
昭和59年（1984年）10月、安浦地区（現在の平成町）埋め立て事業がスタート。
新港町から三春町先の海面約58万平方メートルの埋め立て事業が始まった。総事業費は545億円。
事業が進む中で、当時はこの沖での人工島の計画など壮大な構想があったが経済情勢の変化から「よこすかポートフロンティア」「海辺ニュータウン」と姿を変え現在の姿に至っている。。
平成4年（1992年)11月、約8年の歳月を経て埋め立て事業が完了。
平成5年（1993年）3月に『海辺ニュータウン事業化計画』が決定。
平成8年(1996年)7月には、よこすか海岸通りが供用開始。10000ｍプロムナードとして遊歩道も整備。
平成12年（2000年）に初めての大型マンションが完成、人々が生活する場所としてスタートした。また同年にはもう１棟のマンションが完成など続々と大型商業施設も完成した。
平成12年(2000年)4月　エイヴィ平成町店
が開店。
平成12年(2000年)9月　LIVIN（西友）
よこすか店が開店。
平成14年12月　HOME’S（島忠ホームセンター）横須賀店が開店。
平成19年6月　Vispo YOKOSUKAが開店。

## 世帯数と人口
2023年（令和5年）4月1日現在（横須賀市発表）の世帯数と人口は以下の通りである。三丁目は0人のため、省略とする。
| 丁目         | 世帯数    | 人口    |
| ------------ | --------- | ------- |
| 平成町一丁目 | 890世帯   | 2,145人 |
| 平成町二丁目 | 299世帯   | 752人   |
| 計           | 1,189世帯 | 2,897人 |

### 人口の変遷
国勢調査による人口の推移。
| 年                 | 人口  |
| ------------------ | ----- |
| 2000年（平成12年） | 985   |
| 2005年（平成17年） | 3,466 |
| 2010年（平成22年） | 3,389 |
| 2015年（平成27年） | 3,115 |
| 2020年（令和2年）  | 2,864 |

### 世帯数の変遷
国勢調査による世帯数の推移。
| 年                 | 世帯数 |
| ------------------ | ------ |
| 2000年（平成12年） | 340    |
| 2005年（平成17年） | 1,215  |
| 2010年（平成22年） | 1,180  |
| 2015年（平成27年） | 1,107  |
| 2020年（令和2年）  | 1,086  |

## 学区
市立小・中学校に通う場合、学区は以下の通りとなる（2022年3月時点）。
| 丁目         | 番・番地等 | 小学校               | 中学校               |
| ------------ | ---------- | -------------------- | -------------------- |
| 平成町一丁目 | 5番地3     | 横須賀市立山崎小学校 | 横須賀市立大津中学校 |
| 平成町一丁目 | 上記以外   | 横須賀市立田戸小学校 | 横須賀市立常葉中学校 |
| 平成町二丁目 | 全域       | 横須賀市立田戸小学校 | 横須賀市立常葉中学校 |
| 平成町三丁目 | 全域       | 横須賀市立田戸小学校 | 横須賀市立常葉中学校 |

## 事業所
2021年（令和3年）現在の経済センサス調査による事業所数と従業員数は以下の通りである。
| 丁目         | 事業所数  | 従業員数 |
| ------------ | --------- | -------- |
| 平成町一丁目 | 15事業所  | 607人    |
| 平成町二丁目 | 38事業所  | 704人    |
| 平成町三丁目 | 53事業所  | 1,392人  |
| 計           | 106事業所 | 2,703人  |

### 事業者数の変遷
経済センサスによる事業所数の推移。
| 年                 | 事業者数 |
| ------------------ | -------- |
| 2016年（平成28年） | 118      |
| 2021年（令和3年）  | 106      |

### 従業員数の変遷
経済センサスによる従業員数の推移。
| 年                 | 従業員数 |
| ------------------ | -------- |
| 2016年（平成28年） | 2,440    |
| 2021年（令和3年）  | 2,703    |

## 町名の由来
前年（昭和63年）12月末を期限に町名を募集した。そこで出された候補は235件。
『平成町』という名称になる前に4つの候補に絞られ、「海陽」「豊浦」「新安浦」「平成町」が候補として挙がっており、最終的に行政の中で『平成町』に決まった。 4つの候補から結果として平成町になった訳だが、その理由を「中国の古典の史記、五経の中に『平』は『平らか』で平和を意味し、『成』は『達成』で平和が達成される―という意味として出ており、平和産業港湾都市を市是とするなかで、新たに生まれた土地につけるにふさわしい」と前出の都市整備部長は説明している。併せて、「元号を安易に取り入れた訳ではない」と答弁。ただ、担当部等での議論の中で「元号はどうなのか」との意見も挙がっていた。
加えてこの一連の過程について、「決定までが早すぎる」という見方もあった。１月13日には４候補について庁内でヒアリングを行い、２月10日には平成町という名称で市長決裁を得ていたという。「新町名は市民の意思を十分に尊重、反映したものとは言えない」「一世一元の元号を新町名にするのはどうか」と反対の請願があったが、賛成少数で不採択となった。
　そして行政手続きを経て、元年５月１日に平成町が生まれた。同月の市広報には「今月１日、平成町が誕生しました」と記されている。

## 施設
- 神奈川県立保健福祉大学
- うみかぜ公園
- ノジマモール横須賀[14]
- リヴィン よこすか店[15]
- エイヴイ 平成町店[16]
- Vispo YOKOSUKA
- HOME’S（島忠ホームセンター）横須賀店

## その他

### 日本郵便
- 郵便番号 : 238-0013[2]（集配局 : 横須賀郵便局[17]）。